# Jogorogo (plaats)
Jogorogo is een bestuurslaag in het regentschap Ngawi van de provincie Oost-Java, Indonesië. Jogorogo telt 7180 inwoners (volkstelling 2010).